# Igreja do Senhor dos Passos (Monchique)
A Igreja do Senhor dos Passos, também conhecida como Ermida do Senhor dos Passos, é um edifício religioso localizado na vila e no Município de Monchique, no Distrito de Faro, em Portugal.

## Descrição
Este edifício situa-se no Largo da Portela, no centro de Monchique, com a fachada frontal virada para a antiga Rua Direita. Foi construída em data desconhecida, originalmente com o nome de Ermida de São João, e depois dedicada ao Senhor dos Passos na viragem do século XVIII para o XIX, tendo a correspondente imagem sido provavelmente exposta ao culto entre 1795 e 1803. O edifício é de reduzidas dimensões e de traço simples, destacando-se as várias imagens no altar, representando o Senhor Jesus, em tamanho natural, São José, Santa Brígida, e do Senhor dos Passos. Esta última imagem é a segunda mais venerada na vila, após a de Nossa Senhora da Conceição.